# Stora Grytingen
Stora Grytingen är en sjö i Karlskoga kommun och Storfors kommun i Värmland och ingår i Göta älvs huvudavrinningsområde. Sjön har en area på 1,21 kvadratkilometer och ligger 166,9 meter över havet. Sjön avvattnas av vattendraget Åsjöälven.

## Delavrinningsområde
Stora Grytingen ingår i det delavrinningsområde (659998-142052) som SMHI kallar för Utloppet av Stora Gryttingen. Medelhöjden är 201 meter över havet och ytan är 8,99 kvadratkilometer. Det finns inga avrinningsområden uppströms utan avrinningsområdet är högsta punkten. Åsjöälven som avvattnar avrinningsområdet har biflödesordning 4, vilket innebär att vattnet flödar genom totalt 4 vattendrag innan det når havet efter 332 kilometer. Avrinningsområdet består mestadels av skog (80 procent). Avrinningsområdet har 1,21 kvadratkilometer vattenytor vilket ger det en sjöprocent på 13,4 procent.